# Lieschen und Fritzchen
Lieschen und Fritzchen (Originaltitel: Lischen et Fritzchen) ist eine Operette in einem Akt von Jacques Offenbach; das Libretto stammt von Paul Boisselot. Der Komponist bezeichnete dieses Werk als Conversation alsacienne. Eine Adaption dieses erfolgreichen Stücks war Leonhard Kohl von Kohleneggs Genrebild Fritzchen und Lieschen oder Rheinland in Sachsen, das er 1928 zur selben Musik schrieb.

## Handlung
Die Elsässerin Lieschen geht nach Paris, um als Besenverkäuferin Geld für sich und ihren alten kranken Vater zu verdienen. Dort trifft sie auf dem Markt Fritzchen, der ebenfalls aus dem Elsass stammt. Fritzchen verliebt sich sofort in Lieschen und will sie unbedingt mit nach Hause ins Elsass nehmen.
Anlässlich einer Aussprache, bei der die beiden sich ihre gegenseitige Liebe gestehen, müssen sie feststellen, dass sie Bruder und Schwester sind. Fritzchen ging nämlich schon vor Jahren, als Lieschen noch ein kleines Mädchen war, nach Paris und hatte seine Schwester vergessen. Auch Lieschen konnte sich an ihren Bruder nicht mehr erinnern.
Da Fritzchen damit zwar eine Schwester gewonnen hat, aber auch die Geliebte verloren, will er nicht mehr nach Hause zurückkehren. Traurig wollen sie voneinander Abschied nehmen, da bemerkt Fritzchen bei Lieschen einen Brief, der noch gar nicht geöffnet wurde. Lieschen kann nicht lesen, und daher gibt sie ihn Fritzchen, um ihn sich vorlesen zu lassen.
Es ist ein Brief vom Vater, und darin gesteht er Lieschen, dass sie die uneheliche Tochter seiner Schwester sei und er somit nur der Onkel. Er hatte der Mutter Lieschens auf dem Totenbett geschworen, Lieschen an Kindesstatt aufzunehmen. Da nun einer Heirat zwischen Lieschen und Fritzchen nichts mehr im Wege steht, fallen sich beide jubelnd in die Arme und machen sich auf den Weg nach Hause.

## Aufnahmen / Tonträger
- Jacques Offenbach: Fortunios Lied (Aufnahme 1958) und Lieschen und Fritzchen (Aufnahme 1949). Maria Madlen Madsen, Lieschen. Willy Hofmann, Fritzchen. Chor & Orchester des Frankfurter Rundfunks. Kurt Schröder, Dirigent. Cantus Classics (LC 03982) 5.01375, 2011, DNB 1013574613.